# Pseudoschmidtia parvipennis
Pseudoschmidtia parvipennis is een rechtvleugelig insect uit de familie Euschmidtiidae. De wetenschappelijke naam van deze soort is voor het eerst geldig gepubliceerd in 1903 door Saussure.